# Polyipnus inermis
Polyipnus inermis és una espècie de peix pertanyent a la família dels esternoptíquids.

## Descripció
- Fa 6,4 cm de llargària màxima.[5][6]

## Hàbitat
És un peix marí i batipelàgic que viu entre 0-575 m de fondària.

## Distribució geogràfica
Es troba al Pacífic sud-oriental: Xile.

## Observacions
És inofensiu per als humans.